# Bissexualidade

A bandeira do orgulho bissexual

A bissexualidade é a atração romântica ou sexual voltada tanto para homens quanto para mulheres, ou por mais de um sexo ou gênero. Também pode ser definida como atração romântica ou sexual por pessoas de qualquer sexo ou gênero, aproximando-se do conceito de pansexualidade.
A bissexualidade é uma das três principais classificações de orientação sexual, junto de heterossexualidade e homossexualidade. Uma identidade bissexual não significa necessariamente atração sexual igual por ambos os sexos; comumente, as pessoas que têm uma orientação sexual distinta, mas não exclusiva, por um sexo em relação a outro também se identificam como bissexuais.
Os cientistas não sabem a causa exata da orientação sexual, mas teorizam que ela é causada por uma interação complexa de influências genéticas, hormonais e ambientais, e não a veem como uma escolha. Embora nenhuma teoria sobre a causa da orientação sexual tenha ganhado amplo apoio, os cientistas defendem teorias de base biológica. Há consideravelmente mais evidências apoiando as causas biológicas não sociais da orientação sexual do que as sociais, especialmente para os homens.
A bissexualidade foi observada em várias sociedades humanas desde os primórdios da humanidade, e em outras partes do reino animal, ao longo da história registrada. O termo bissexualidade, entretanto, assim como os termos hétero e homossexualidade, foi cunhado no século XIX.

## Definição

### Orientação sexual, identidade e comportamento
Bissexualidade é atração romântica ou sexual por homens e mulheres. A Associação Americana de Psicologia afirma que "a orientação sexual segue um continuum. Em outras palavras, alguém não precisa ser exclusivamente homossexual ou heterossexual, mas pode sentir diferentes graus de ambos. A orientação sexual se desenvolve ao longo da vida de uma pessoa. Diferentes pessoas percebem em diferentes momentos de suas vidas que são heterossexuais, bissexuais ou homossexuais."
A atração sexual, o comportamento e a identidade também podem ser incongruentes, visto que a atração ou o comportamento sexual podem não ser necessariamente consistentes com a identidade. Alguns indivíduos se identificam como heterossexuais, homossexuais ou bissexuais sem ter tido nenhuma experiência sexual. Outros tiveram experiências homossexuais, mas não se consideram gays, lésbicas ou bissexuais. Da mesma forma, indivíduos gays ou lésbicos que se auto identificaram podem ocasionalmente interagir sexualmente com membros do sexo oposto, mas não se identificam como bissexuais. Os termos queer, polissexual, heteroflexível, homoflexível, homens que fazem sexo com homens (HsH) e mulheres que fazem sexo com mulheres (MsM) também podem ser usados para descrever a identidade sexual ou identificar o comportamento sexual.
Algumas fontes afirmam que a bissexualidade abrange a atração romântica ou sexual por todas as identidades de gênero ou que é atração romântica ou sexual por uma pessoa, independentemente do sexo ou sexo biológico dessa pessoa, igualando-a ou tornando-a intercambiável com pansexualidade. O conceito de pansexualidade rejeita deliberadamente o binário de gênero, a "noção de dois gêneros e, na verdade, de orientações sexuais específicas", já que as pessoas pansexuais estão abertas a relacionamentos com pessoas que não se identificam como estritamente homens ou mulheres. Às vezes, a frase guarda-chuva bissexual, ou comunidade bissexual, é usada para descrever quaisquer comportamentos, atrações e identidades não-monossexuais, geralmente com o propósito de ação coletiva e desafiando as suposições culturais monossexistas. O termo "comunidade bissexual" inclui aqueles que se identificam como bissexuais, pansexuais/omnissexuais, birromânticos, polissexuais ou sexualmente fluidos.
A ativista bissexual Robyn Ochs define bissexualidade como "o potencial de ser atraído - romanticamente e/ou sexualmente - por pessoas de mais de um sexo e/ou gênero, não necessariamente ao mesmo tempo, não necessariamente da mesma maneira, e não necessariamente no mesmo grau."
De acordo com Rosário, Schrimshaw, Hunter, Braun (2006),

...o desenvolvimento de uma identidade sexual lésbica, gay ou bissexual é um processo complexo e muitas vezes difícil. Ao contrário dos membros de grupos minoritários (por exemplo, minorias étnicas e raciais), a maioria das pessoas LGB não são criados em uma comunidade de outros semelhantes, de quem eles aprendem sobre a sua identidade e que reforçar e apoiar essa identidade. contrário, as pessoas LGB são muitas vezes criados em comunidades que são ignorantes ou abertamente hostis em relação à homossexualidade.

Em um estudo longitudinal sobre o desenvolvimento da identidade sexual entre gays, lésbicas e bissexuais (LGB) jovens, os seus autores "encontraram considerável mudança na identidade LGB sexual ao longo do tempo". Jovens que haviam se identificado inicialmente tanto como gays/lésbicas quanto como bissexuais, tiveram aproximadamente três vezes mais chances de se identificar como gay/lésbica do que como bi em avaliações subsequentes. Dos jovens que haviam se identificado apenas como bi em avaliações anteriores, 60-70% continuaram a se identificar como bissexual, enquanto cerca de 30-40% assumiram uma identidade gay/lésbica ao longo do tempo. Os autores sugeriram que "embora haja jovens que constantemente se autoidentificaram como bissexuais ao longo do estudo, para outros jovens, uma identidade bissexual serviu como uma identidade de transição para uma futura identidade gay/lésbica.
Bissexuais, geralmente, começam a se identificar como bissexuais em seus primeiros vinte anos de vida, em média. Mulheres bissexuais têm mais frequentemente a sua primeira experiência heterossexual antes da sua primeira experiência homossexual, enquanto os homens bissexuais com mais frequência têm a sua primeira experiência homossexual antes da sua primeira experiência heterossexual.

### Escala de Kinsey

A Escala de Kinsey indica a orientação sexual de um indivíduo.

Em termos de estudos quanto à bissexualidade, sublinha-se em notoriedade e importância para estudos posteriores do assunto os Estudos de Kinsey, publicados em 1948 e 1953, quanto a um estudo cujas conclusões afirmavam, entre outras constatações, que grande parte da população estadunidense tinha comportamentos bissexuais de intensidade variante. Embora algo criticados, em particular quanto à seleção dos indivíduos a quem se aplicaram os inquéritos correspondentes ao estudo, estes vieram a tornar-se uma referência notória no que toca a estudos da sexualidade, e apresentaram pela primeira vez a noção de que a bissexualidade é, possivelmente, muito mais comum do que se pensa.
Esses relatórios mantiveram-se, portanto, também importantes em campos teóricos - em particular pela noção apresentada da sexualidade humana ser composta não por duas alternativas únicas, a heterossexualidade e a homossexualidade, mas por um espectro de interesse e comportamento sexual, que tem as duas como extremos.

#### Críticas
A escala de Kinsey é criticada por diversos motivos. Um dos principais motivos é a relação inversa de atração por homens e mulheres que a escala de Kinsey representa.  A escala de Kinsey diz que ter um nível mais alto de atração por um gênero resulta em menos atração pelo outro, o que alguns estudos não apoiam. Esse aspecto da escala de Kinsey pode impactar os resultados de estudos que utilizam a escala, pois há uma diferença biológica entre bissexuais e homossexuais.

### Outras escalas
- Grade de orientação sexual de Klein
  - Uma grade de orientação mais descritiva que leva em consideração: Atração sexual, comportamento sexual, fantasias sexuais, preferência emocional, preferência social, preferência de estilo de vida e auto-identificação. Ele também possui medidas diferentes para determinadas variáveis e não é binário por design.
- Escala de Shively
  - Mede a atração física e afetiva em duas escalas distintas.
- Escala Multidimensional de Sexualidade
  - Usa nove categorias para categorizar a bissexualidade. Essas categorias são avaliadas em comportamento sexual, atração sexual, excitação de material erótico, fatores emocionais e sonhos e fantasias sexuais. As respostas combinadas para todas essas perguntas constituem a pontuação.

## Demografia e prevalência
As estimativas científicas sobre a prevalência da bissexualidade variam de 0,7% a 8%. The Janus Report on Sexual Behavior, publicado em 1993, concluiu que 5% dos homens e 3% das mulheres se consideravam bissexuais, enquanto 4% dos homens e 2% das mulheres se consideravam homossexuais.
Uma pesquisa de 2002 nos Estados Unidos feita pelo National Center for Health Statistics descobriu que 1,8% dos homens com idades entre 18 e 44 anos se consideravam bissexuais, 2,3% homossexuais e 3,9% como "outra coisa".  O mesmo estudo descobriu que 2,8% das mulheres entre 18 e 44 anos se consideravam bissexuais, 1,3% homossexuais e 3,8% como "outra coisa". Em 2007, um artigo na seção "Saúde" do The New York Times declarou que "1,5% das mulheres americanas e 1,7% dos homens americanos se identificam [como] bissexuais". Também em 2007, foi relatado que 14,4% das mulheres jovens norte-americanas se identificaram como "não estritamente heterossexuais", com 5,6% dos homens se identificando como gays ou bissexuais. Um estudo publicado na revista Biological Psychology, em 2011, relatou que havia homens que se identificavam como bissexuais e que ficavam excitados tanto por homens quanto por mulheres. Na primeira pesquisa governamental em grande escala que mediu a orientação sexual dos americanos, o NHIS relatou em julho de 2014 que apenas 0,7% dos americanos se identificam como bissexuais.
Uma coleção de pesquisas ocidentais recentes descobriu que cerca de 10% das mulheres e 4% dos homens se identificam principalmente como heterossexuais, 1% das mulheres e 0,5% dos homens como bissexuais e 0,4% das mulheres e 0,5% dos homens como principalmente homossexuais.:55
Entre as culturas, há alguma variação na prevalência do comportamento bissexual, mas não há evidência convincente de que haja muita variação na taxa de atração pelo mesmo sexo. A Organização Mundial da Saúde (OMS) estima uma prevalência mundial de homens que fazem sexo com homens entre 3 e 16%, muitos dos quais também fazem sexo com mulheres.

## Estudos, teorias e respostas sociais
Não há consenso entre os cientistas sobre os motivos exatos pelos quais um indivíduo desenvolve uma orientação heterossexual, bissexual ou homossexual. Embora os cientistas sejam a favor de modelos biológicos para a causa da orientação sexual, eles não acreditam que o desenvolvimento da orientação sexual seja o resultado de algum fator específico. Eles geralmente acreditam que é determinado por uma interação complexa de fatores biológicos e ambientais, e é moldado desde a infância. Há consideravelmente mais evidências apoiando as causas biológicas não sociais da orientação sexual do que as sociais, especialmente para os homens. Não há evidências substantivas que sugiram que as experiências dos pais ou da primeira infância desempenham um papel no que diz respeito à orientação sexual. Os cientistas não acreditam que a orientação sexual seja uma escolha.
A Associação Americana de Psiquiatria declarou: "Até o momento não há estudos científicos replicados que apóiem qualquer etiologia biológica específica para a homossexualidade. Da mesma forma, nenhuma causa psicossocial ou dinâmica familiar para a homossexualidade foi identificada, incluindo histórias de abuso sexual na infância." A pesquisa sobre como a orientação sexual pode ser determinada por fatores genéticos ou outros fatores pré-natais desempenha um papel nos debates políticos e sociais sobre a homossexualidade, e também aumenta o medo sobre o perfil genético e os testes pré-natais.
Magnus Hirschfeld argumentou que a orientação sexual adulta pode ser explicada em termos da natureza bissexual do feto em desenvolvimento: ele acreditava que em cada embrião existe um centro neutro rudimentar para atração por machos e outro para atração por fêmeas. Na maioria dos fetos, o centro de atração pelo sexo oposto se desenvolveu, enquanto o centro de atração pelo mesmo sexo regrediu, mas em fetos que se tornaram homossexuais, ocorreu o inverso. Simon LeVay criticou a teoria de Hirschfeld de um estágio inicial de desenvolvimento bissexual, chamando-a de confusa; LeVay afirma que Hirschfeld não conseguiu distinguir entre dizer que o cérebro é sexualmente indiferenciado em um estágio inicial de desenvolvimento e dizer que um indivíduo realmente experimenta atração sexual por homens e mulheres. Segundo LeVay, Hirschfeld acreditava que na maioria dos bissexuais a força de atração pelo mesmo sexo era relativamente baixa e que, portanto, era possível conter seu desenvolvimento nos jovens, algo que Hirschfeld defendia.
Hirschfeld criou uma escala de dez pontos para medir a força do desejo sexual, com a direção do desejo representada pelas letras A (para heterossexualidade), B (para homossexualidade) e A + B (para bissexualidade). Nessa escala, alguém que era A3, B9 seria fracamente atraído pelo sexo oposto e muito fortemente atraído pelo mesmo sexo, um A0, B0 seria assexual e um A10, B10 seria muito atraído por ambos os sexos. LeVay compara a escala de Hirschfeld àquela desenvolvida por Kinsey décadas depois.
Sigmund Freud, o fundador da psicanálise, acreditava que todo ser humano é bissexual no sentido de incorporar atributos gerais de ambos os sexos. Em sua opinião, isso era verdade anatomicamente e, portanto, também psicologicamente, sendo a atração sexual por ambos os sexos um aspecto dessa bissexualidade psicológica. Freud acreditava que, no curso do desenvolvimento sexual, o lado masculino dessa disposição bissexual normalmente se tornaria dominante nos homens e o lado feminino nas mulheres, mas que todos os adultos ainda têm desejos derivados dos lados masculino e feminino de sua natureza. Freud não afirmou que todos são bissexuais no sentido de sentir o mesmo nível de atração sexual por ambos os sexos. A crença de Freud na bissexualidade inata foi rejeitada por Sándor Radó em 1940 e, após Radó, por muitos psicanalistas posteriores. Radó argumentou que não existe bissexualidade biológica em humanos. O psicanalista Edmund Bergler argumentou em Homosexuality: Disease or Way of Life? (1956) que a bissexualidade não existe e que todos os supostos bissexuais são homossexuais.
A bissexualidade humana tem sido estudada principalmente junto com a homossexualidade. Van Wyk e Geist argumentam que este é um problema para a pesquisa da sexualidade porque os poucos estudos que observaram bissexuais separadamente descobriram que eles costumam ser diferentes tanto de heterossexuais quanto de homossexuais. Além disso, a bissexualidade nem sempre representa um ponto intermediário entre a dicotomia. Pesquisas indicam que a bissexualidade é influenciada por variáveis biológicas, cognitivas e culturais na interação, o que leva a diferentes tipos de bissexualidade.
No debate atual sobre as influências na orientação sexual, explicações biológicas têm sido questionadas por cientistas sociais, principalmente por feministas que encorajam as mulheres a tomar decisões conscientes sobre sua vida e sexualidade. Uma diferença de atitude entre homens e mulheres homossexuais também foi relatada, com os homens mais propensos a considerar sua sexualidade como biológica, "refletindo a experiência masculina universal nesta cultura, não as complexidades do mundo lésbico". Também há evidências de que a sexualidade das mulheres pode ser mais fortemente afetada por fatores culturais e contextuais.
A crítica Camille Paglia promoveu a bissexualidade como um ideal. Marjorie Garber, professora do Harvard Shakespeare, defendeu a bissexualidade com seu livro de 1995, Vice Versa: Bisexuality and the Eroticism of Everyday Life no qual ela argumentou que a maioria das pessoas seria bissexual se não fosse pela repressão e outros fatores, como a falta de oportunidade sexual.

### Estrutura cerebral e cromossomos
O exame de LeVay (1991) na autópsia de 18 homens homossexuais, 1 homem bissexual, 16 homens presumivelmente heterossexuais e 6 mulheres presumivelmente heterossexuais descobriu que o núcleo INAH 3 do hipotálamo anterior de homens homossexuais era menor do que o de homens heterossexuais e mais próximo em tamanho de mulheres heterossexuais. Embora agrupado com homossexuais, o tamanho INAH 3 de um sujeito bissexual era semelhante ao dos homens heterossexuais.
Algumas evidências sustentam o conceito de precursores biológicos da orientação bissexual em homens genéticos. De acordo com John Money (1988), os homens genéticos com um cromossomo Y extra têm maior probabilidade de ser bissexuais, parafílicos e impulsivos.

### Teoria evolucionária
Alguns psicólogos evolucionistas argumentam que a atração pelo mesmo sexo não tem valor adaptativo porque não tem associação com o sucesso reprodutivo potencial. Em vez disso, a bissexualidade pode ser devida à variação normal da plasticidade cerebral. Mais recentemente, tem sido sugerido que as alianças entre pessoas do mesmo sexo podem ter ajudado os homens a subir na hierarquia social, dando acesso às mulheres e oportunidades reprodutivas. Aliados do mesmo sexo poderiam ter ajudado as fêmeas a se mudarem para o centro do grupo mais seguro e rico em recursos, o que aumentou suas chances de criar seus descendentes com sucesso.
Brendan Zietsch, do Instituto de Pesquisa Médica de Queensland, propõe a teoria alternativa de que os homens que exibem traços femininos se tornam mais atraentes para as mulheres e, portanto, são mais propensos a acasalar, desde que os genes envolvidos não os levem à completa rejeição da heterossexualidade.
Além disso, em um estudo de 2008, seus autores afirmaram que "Há evidências consideráveis de que a orientação sexual humana é geneticamente influenciada, portanto, não se sabe como a homossexualidade, que tende a diminuir o sucesso reprodutivo, é mantida na população em uma frequência relativamente alta." Eles levantaram a hipótese de que "enquanto os genes que predispõem à homossexualidade reduzem o sucesso reprodutivo dos homossexuais, eles podem conferir alguma vantagem em heterossexuais que os carregam" e seus resultados sugeriram que "genes que predispõem à homossexualidade podem conferir uma vantagem de acasalamento em heterossexuais, o que poderia ajudar a explicar a evolução e manutenção da homossexualidade na população”.
Na Scientific American Mind, a cientista Emily V. Driscoll afirmou que o comportamento homossexual e bissexual é bastante comum em várias espécies e que fomenta o vínculo: "Quanto mais homossexualidade, mais pacífica a espécie". O artigo também afirmou: "Ao contrário da maioria dos humanos, no entanto, os animais individuais geralmente não podem ser classificados como gays ou heterossexuais: um animal que se envolve em um flerte ou parceria do mesmo sexo não necessariamente evita encontros heterossexuais. Em vez disso, muitas espécies parecem ter tendências homossexuais arraigadas que são uma parte regular de sua sociedade. Ou seja, provavelmente não existem criaturas estritamente gays, apenas bissexuais. Os animais não têm identidade sexual. Eles apenas fazem sexo."

### Masculinização
A masculinização da mulher e a hipermasculinização do homem tem sido um tema central nas pesquisas sobre orientação sexual. Existem vários estudos que sugerem que os bissexuais têm um alto grau de masculinização. LaTorre e Wendenberg (1983) encontraram diferentes características de personalidade para mulheres bissexuais, heterossexuais e homossexuais. Foi encontrado que bissexuais têm menos inseguranças pessoais do que heterossexuais e homossexuais. Essa descoberta definiu os bissexuais como autoconfiantes e menos propensos a sofrer de instabilidades mentais. A confiança de uma identidade segura consistentemente se traduziu em mais masculinidade do que outros sujeitos. Este estudo não explorou normas sociais, preconceitos ou a feminização de homens homossexuais.
Em uma comparação de pesquisa, publicada no Journal of the Association for Research in Otolaryngology, foi descoberto as mulheres costumam ter uma sensibilidade auditiva melhor do que os homens, assumida pelos pesquisadores como uma disposição genética ligada à procriação. Verificou-se que mulheres homossexuais e bissexuais têm uma hipersensibilidade maior ao som em comparação com mulheres heterossexuais, sugerindo uma disposição genética para não tolerar tons agudos.

### Hormônios pré-natais
A teoria hormonal pré-natal da orientação sexual sugere que as pessoas expostas a níveis excessivos de hormônios sexuais têm cérebros masculinizados e mostram aumento da homossexualidade ou bissexualidade. Estudos que fornecem evidências para a masculinização do cérebro, no entanto, não foram realizados até o momento. Pesquisas sobre condições especiais, como hiperplasia adrenal congênita (HAC) e exposição ao dietilestilbestrol (DES) indicam que a exposição pré-natal a, respectivamente, excesso de testosterona e estrogênios está associada a fantasias sexuais femininas em adultos. Ambos os efeitos estão associados à bissexualidade e não à homossexualidade.
Há evidências de pesquisa de que a proporção de dígitos do comprimento do 2º e 4º dedos (dedo indicador e dedo anelar) está negativamente relacionada à testosterona pré-natal e positivamente ao estrogênio. Estudos medindo os dedos encontraram um desvio estatisticamente significativo na proporção 2D:4D (dedo anelar longo) em relação à homossexualidade, com uma proporção ainda menor em bissexuais. Sugere-se que a exposição a altas concentrações de testosterona pré-natal e baixas concentrações de estrogênio pré-natal é uma causa da homossexualidade, enquanto a exposição a níveis muito altos de testosterona pode estar associada à bissexualidade. Como a testosterona em geral é importante para a diferenciação sexual, essa visão oferece uma alternativa à sugestão de que a homossexualidade masculina é genética.
A teoria hormonal pré-natal sugere que uma orientação homossexual resulta da exposição excessiva à testosterona, causando um cérebro supermasculinizado. Isso é contraditório com outra hipótese de que as preferências homossexuais podem ser devidas a um cérebro feminizado em homens. No entanto, também foi sugerido que a homossexualidade pode ser devido a altos níveis pré-natais de testosterona não ligada que resultam da falta de receptores em locais específicos do cérebro. Portanto, o cérebro pode ser feminizado, enquanto outros recursos, como a proporção 2D:4D, podem ser supermasculinizados.

### Desejo sexual
Van Wyk e Geist resumiram vários estudos comparando bissexuais com heterossexuais ou homossexuais que indicaram que os bissexuais têm maiores taxas de atividade sexual, fantasia ou interesse erótico. Esses estudos descobriram que homens e mulheres bissexuais tinham mais fantasias heterossexuais do que heterossexuais ou homossexuais; que os homens bissexuais tinham mais atividades sexuais com mulheres do que os homens heterossexuais, e que se masturbavam mais, porém tinham menos casamentos felizes do que os heterossexuais; que as mulheres bissexuais tinham mais orgasmos por semana e os descreveram como mais fortes do que os das mulheres heterossexuais ou homossexuais; e que as mulheres bissexuais tornaram-se heterossexuais ativas mais cedo, masturbaram-se e desfrutaram mais da masturbação, e foram mais experientes em diferentes tipos de contato heterossexual.
Pesquisas sugerem que, para a maioria das mulheres, o alto desejo sexual está associado ao aumento da atração sexual tanto por mulheres quanto por homens. Para os homens, no entanto, o alto desejo sexual está associado ao aumento da atração por um sexo ou outro, mas não por ambos, dependendo da orientação sexual. Da mesma forma, para a maioria das mulheres bissexuais, o alto desejo sexual está associado ao aumento da atração sexual por mulheres e homens; enquanto para os homens bissexuais, o alto desejo sexual está associado ao aumento da atração por um sexo e à atração enfraquecida pelo outro.

## Comunidade

### Impactos sociais
A comunidade bissexual (também conhecida como comunidade bissexual/pansexual, bi/pan/fluida, ou não monossexual) inclui membros da comunidade LGBT que se identificam como bissexuais, pansexuais ou fluidos. Porque algumas pessoas bissexuais não acham que se encaixam no mundo gay ou heterossexual, e porque têm uma tendência a serem "invisíveis" em público, algumas pessoas bissexuais se comprometem a formar suas próprias comunidades, cultura e movimentos políticos. Alguns que se identificam como bissexuais podem se fundir na sociedade homossexual ou heterossexual. Outras pessoas bissexuais veem essa fusão mais como forçada do que voluntária; pessoas bissexuais podem enfrentar a exclusão da sociedade homossexual e heterossexual ao se assumirem. A psicóloga Beth Firestein afirma que bissexuais tendem a internalizar tensões sociais relacionadas à escolha de seus parceiros e se sentir pressionado a se rotular como homossexual em vez de ocupar o difícil meio-termo, onde a atração por pessoas de ambos os sexos desafiaria o valor da monogamia pela sociedade. Essas tensões e pressões sociais podem afetar a saúde mental dos bissexuais, e métodos de terapia específicos foram desenvolvidos para bissexuais para lidar com essa preocupação.
Os comportamentos bissexuais também estão associados na cultura popular com homens que se envolvem em atividades do mesmo sexo, embora se apresentem como heterossexuais. A maioria desses homens - supostamente vivendo na DL - não se identifica como bissexual. No entanto, isso pode ser um equívoco cultural intimamente relacionado ao de outros indivíduos LGBT que escondem sua orientação real devido a pressões sociais, um fenômeno coloquialmente denominado "estar no armário".
Nos EUA, uma Pew survey de 2013 mostrou que 28% dos bissexuais disseram que "todas ou a maioria das pessoas importantes em suas vidas estão cientes de que são LGBT" vs. 77% dos homens gays e 71% das lésbicas. Além disso, quando divididos por gênero, apenas 12% dos homens bissexuais disseram que estavam "fora" vs. 33% das mulheres bissexuais.

### Percepções e discriminação
Como pessoas de outras sexualidades LGBT, os bissexuais frequentemente enfrentam discriminação. Além da discriminação associada à homofobia, os bissexuais frequentemente lutam contra a discriminação de gays, lésbicas e da sociedade heterossexual em torno da própria palavra bissexual e identidade bissexual. A crença de que todos são bissexuais (especialmente as mulheres, em oposição aos homens), ou que a bissexualidade não existe como uma identidade única, é comum. Isso se origina de duas visões: Na visão heterossexista, presume-se que as pessoas se sentem sexualmente atraídas pelo sexo oposto e, às vezes, é argumentado que uma pessoa bissexual é simplesmente uma pessoa heterossexual que está experimentando sexualmente. Na visão monosexista, acredita-se que as pessoas não podem ser bissexuais a menos que sejam igualmente atraídas sexualmente por ambos os sexos, regulando a orientação sexual em relação ao sexo ou gênero que preferem. Nesta visão, as pessoas são exclusivamente homossexuais (gays/lésbicas) ou exclusivamente heterossexuais, pessoas homossexuais enrustidas que desejam parecer heterossexuais, ou heterossexuais que estão experimentando sua sexualidade. Afirmações de que não se pode ser bissexual a menos que seja igualmente atraído sexualmente por ambos os sexos, no entanto, são contestadas por vários pesquisadores, que relataram que a bissexualidade cai em um continuum, como a sexualidade em geral.
A bissexualidade masculina é particularmente considerada inexistente por algumas pessoas, com estudos de fluidez sexual contribuindo para o debate. Em 2005, os pesquisadores Gerulf Rieger, Meredith L. Chivers e J. Michael Bailey usaram a pletismografia peniana para medir a excitação de homens bissexuais autoidentificados em relação à pornografia envolvendo apenas homens e à pornografia envolvendo apenas mulheres. Os participantes foram recrutados por meio de anúncios em revistas gays e um jornal alternativo. Os autores concluíram que "em termos de comportamento e identidade, os homens bissexuais existem claramente", mas que a bissexualidade masculina não foi demonstrada no que diz respeito à excitação ou atração. A afirmação de Bailey de que "para os homens a excitação é orientação" foi criticada pela Fairness and Accuracy in Reporting (FAIR) como uma simplificação que negligencia a explicação do comportamento e da auto-identificação. Além disso, alguns pesquisadores afirmam que a técnica usada no estudo para medir a excitação genital é muito rudimentar para capturar a riqueza (sensações eróticas, afeto, admiração) que constitui a atração sexual. O National Gay and Lesbian Task Force  classificou o estudo e a cobertura do The New York Times como falha e bifóbica.
O Instituto Americano de Bissexualidade declarou que o estudo de Bailey foi mal interpretado e relatado erroneamente tanto pelo The New York Times quanto por seus críticos. Em 2011, Bailey e outros pesquisadores relataram que entre homens com histórico de vários relacionamentos românticos e sexuais com membros de ambos os sexos, altos níveis de excitação sexual foram encontrados em resposta às imagens sexuais masculinas e femininas. Os indivíduos foram recrutados de um grupo do Craigslist para homens que buscam intimidade com ambos os membros de um casal heterossexual. Os autores disseram que essa mudança na estratégia de recrutamento foi importante, mas pode não ter sido uma amostra representativa de homens bissexuais. Eles concluíram que "homens bissexuais com padrões de excitação bissexuais realmente existem", mas não puderam estabelecer se tal padrão é típico de homens bissexuais em geral.
Apagamento bissexual (ou invisibilidade bissexual) é a tendência de ignorar, remover, falsificar ou reexplicar evidências de bissexualidade na cultura, história, academia, imprensa e outras fontes primárias. Em sua forma mais extrema, o apagamento bissexual inclui negar que a bissexualidade existe. Muitas vezes é uma manifestação de bifobia, embora não envolva necessariamente antagonismo evidente.
Há uma crescente inclusão e visibilidade de bissexuais, principalmente na comunidade LGBT. A psicóloga americana Beth Firestone escreve que desde que escreveu seu primeiro livro sobre bissexualidade, em 1996, "a bissexualidade ganhou visibilidade, embora o progresso seja desigual e a consciência da bissexualidade ainda seja mínima ou ausente em muitas das regiões mais remotas de nosso país e internacionalmente."

### Símbolos

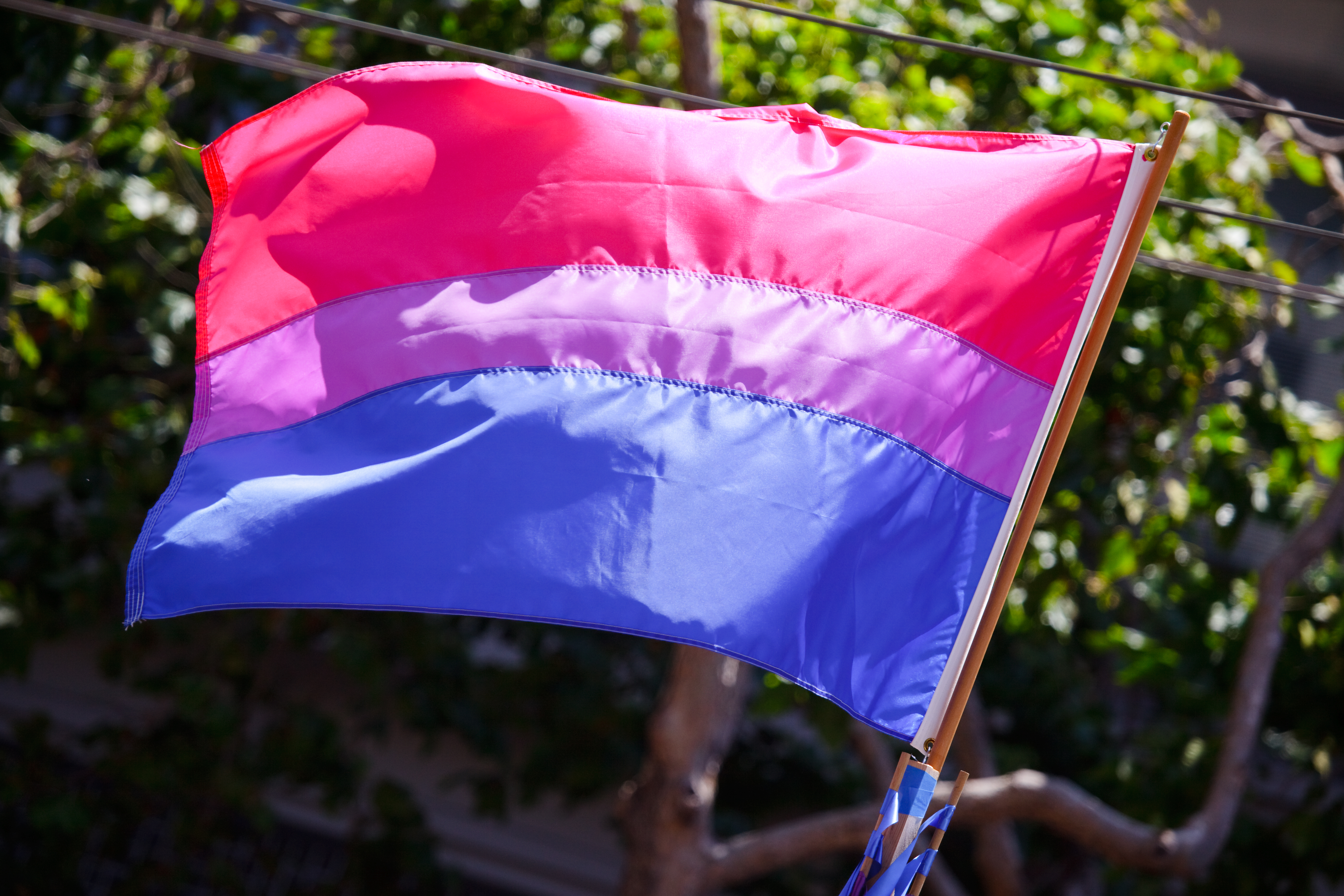
Uma bandeira do orgulho bissexual

Um símbolo comum da comunidade bissexual é a bandeira do orgulho bissexual, que tem uma faixa magenta na parte superior para a atração pelo mesmo sexo, uma azul na parte inferior para a atração pelo sexo diferente, e uma violeta, misturada a partir do magenta e do azul, no meio, para representar a bissexualidade.

Triângulos rosa e azuis sobrepostos

Outro símbolo com o mesmo esquema de cores é um par de sobreposição de triângulos rosa e azul (o triângulo rosa é um símbolo bem conhecido para a comunidade homossexual) sendo o centro roxo na parte onde os triângulos se encontram.

A lua dupla

Muitos indivíduos homossexuais e bissexuais têm um problema com o uso do símbolo do triângulo rosa, uma vez que era o símbolo que o regime de Hitler utilizava para marcar e perseguir os homossexuais (semelhante à Estrela de Davi amarela, constituída de dois triângulos sobrepostos). Portanto, o símbolo da lua dupla foi concebido especificamente para evitar o uso dos triângulos. O símbolo da lua dupla é comum na Alemanha e nos países vizinhos. Outro símbolo usado para a bissexualidade é um diamante roxo, conceitualmente, derivado do cruzamento de um dois triângulos, rosa e azul (respectivamente), colocados sobrepostos um ao outro.

### No BDSM
No artigo original de Steve Lenius de 2001, ele explorou a aceitação da bissexualidade em uma comunidade de BDSM supostamente pansexual. O raciocínio por trás disso é que o "assumir-se" tornou-se principalmente território de gays e lésbicas, com os bissexuais sendo pressionados para ser um ou outro (e estar certos apenas na metade das vezes). O que ele descobriu em 2001, foi que as pessoas em BDSM estavam abertas à discussão sobre o tópico da bissexualidade e pansexualidade e todas as controvérsias que eles trazem à mesa, mas preconceitos pessoais e questões estavam no caminho de usar ativamente tais rótulos. Uma década depois, Lenius (2011) olhou para trás em seu estudo e considerou se algo mudou. Ele concluiu que a posição dos bissexuais no BDSM e na comunidade kink permanecia inalterada e acreditava que as mudanças positivas de atitude eram moderadas pelas visões da sociedade em relação às diferentes sexualidades e orientações.
Brandy Lin Simula (2012), por outro lado, argumenta que o BDSM resiste ativamente à conformação de gênero e identificou três tipos diferentes de bissexualidade BDSM: mudança de gênero, estilos baseados em gênero (assumindo um estilo de gênero diferente dependendo do gênero do parceiro ao jogar ) e rejeição de gênero (resistindo à ideia de que gênero é importante em seus parceiros de jogo). Simula (2012) explica que os praticantes de BDSM desafiam rotineiramente nossos conceitos de sexualidade ao empurrar os limites das ideias preexistentes de orientação sexual e normas de gênero. Para alguns, o BDSM e o kink fornecem uma plataforma para a criação de identidades que são fluidas, em constante mudança.

### No feminismo
As posições feministas sobre a bissexualidade variam muito, desde a aceitação da bissexualidade como uma questão feminista até a rejeição da bissexualidade como reação reacionária e antifeminista ao feminismo lésbico. Um exemplo amplamente estudado de conflito lésbico-bissexual no feminismo foi a Marcha do Orgulho de Northampton durante os anos entre 1989 e 1993, onde muitas feministas envolvidas debateram se bissexuais deveriam ser incluídos e se a bissexualidade era ou não compatível com o feminismo.
As críticas lésbicas-feministas comuns dirigidas à bissexualidade eram que a bissexualidade era antifeminista, que a bissexualidade era uma forma de falsa consciência e que as mulheres bissexuais que buscam relacionamentos com homens eram "iludidas e desesperadas". As tensões entre feministas bissexuais e feministas lésbicas diminuíram desde a década de 1990, à medida que as mulheres bissexuais se tornaram mais aceitas na comunidade feminista, mas algumas feministas lésbicas, como Julie Bindel, ainda são críticas à bissexualidade. Bindel descreveu a bissexualidade feminina como uma "tendência da moda" promovida devido ao "hedonismo sexual" e levantou a questão de saber se a bissexualidade existe. Ela também fez comparações tongue-in-cheek de bissexuais com criadores de gatos e adoradores do diabo. Sheila Jeffreys escreve no The Lesbian Heresy que embora muitas feministas se sintam confortáveis trabalhando ao lado de homens gays, elas se sentem desconfortáveis em interagir com homens bissexuais. Jeffreys afirma que, embora seja improvável que os homens gays assediem sexualmente as mulheres, os homens bissexuais têm tanta probabilidade de incomodar as mulheres quanto os heterossexuais.

## História

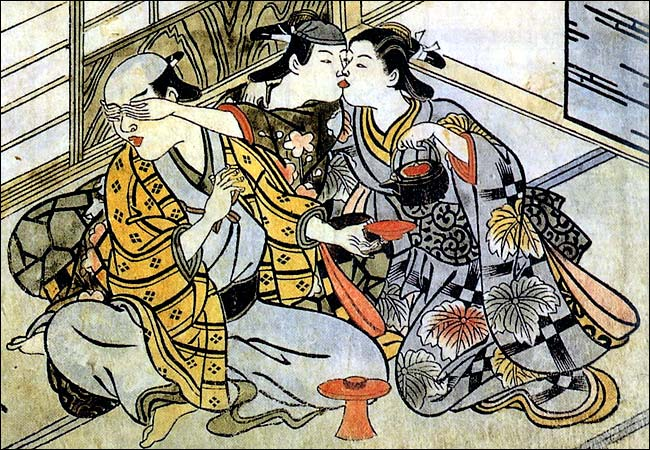
Shudo (pederastia japonesa): um jovem rapaz entretém um amante mais velho, cobrindo os olhos enquanto beija sorrateiramente uma mulher serva.

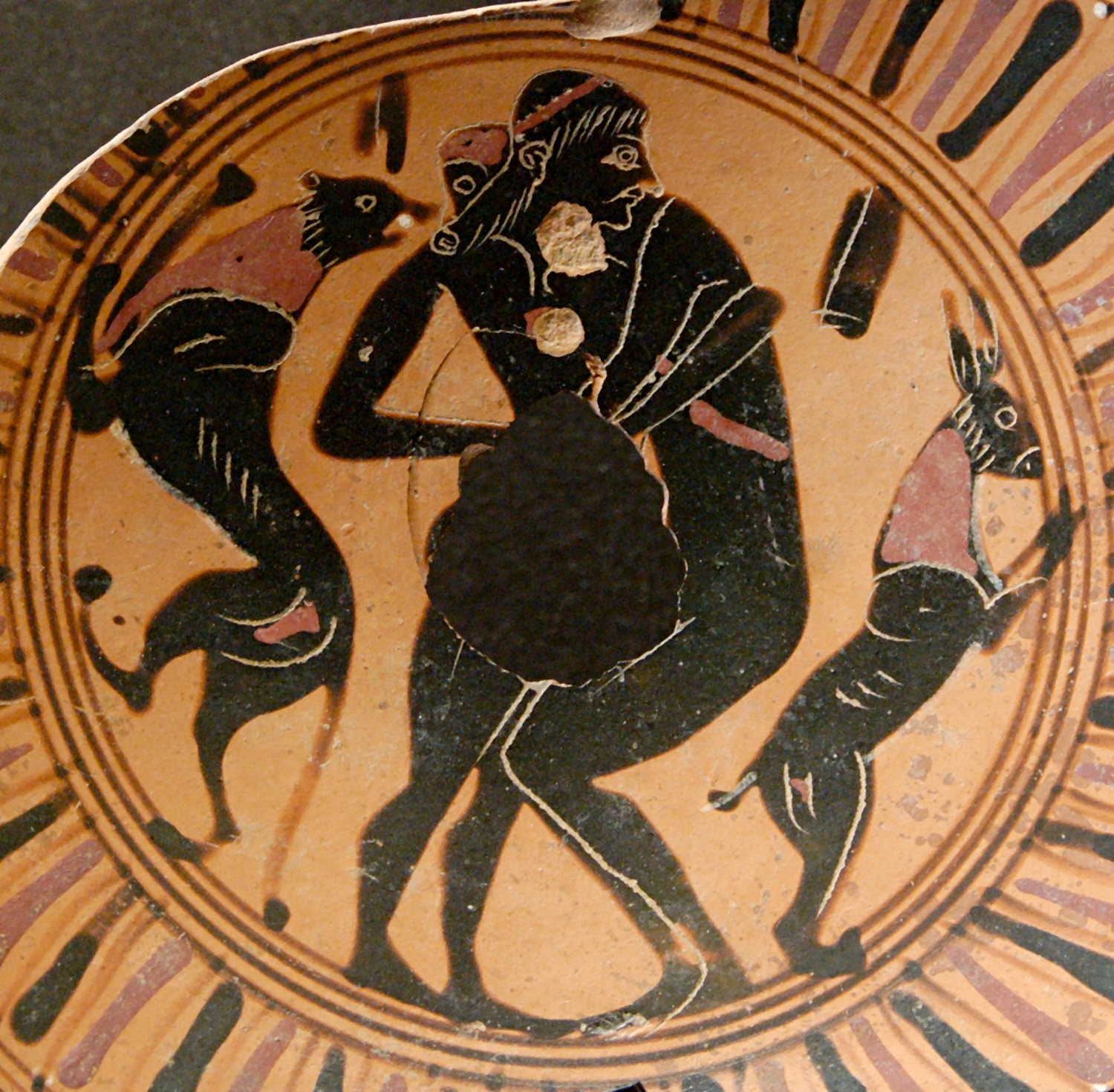
Rapaz e adolescente envolvidos em sexo intercrural, fragmento de um copo ático de figuras negras, 550 aC a 525 aC, Museu do Louvre.

Gregos e romanos antigos não associavam relações sexuais a rótulos bem definidos, como a sociedade ocidental moderna faz. Homens que tinham amantes do sexo masculino não eram identificados como homossexuais e podem ter tido esposas ou outras amantes do sexo feminino. Os textos religiosos gregos antigos, refletindo práticas culturais, incorporavam temas bissexuais. Os subtextos variaram, do místico ao didático. Os espartanos pensavam que o amor e as relações eróticas entre soldados experientes e novatos solidificariam a lealdade do combate e a coesão da unidade, além encorajarar táticas heroicas à medida que os homens disputavam para impressionar seus amantes. Quando os soldados mais jovens atingiram a maturidade, o relacionamento deveria se tornar não sexual, mas não está claro o quão rigorosamente isso era seguido. Havia algum estigma associado aos rapazes que continuavam seus relacionamentos com seus mentores até a idade adulta. Por exemplo, Aristófanes os chama de euryprôktoi, que significa "jumentos largos", e os descreve como mulheres.
Da mesma forma, na Roma Antiga, o gênero não determinava se um parceiro sexual era aceitável, desde que o gozo de um homem não invadisse a integridade do outro. Era socialmente aceitável que um romano nascido livre quisesse sexo com parceiros masculinos e femininos, desde que assumisse o papel penetrante. A moralidade do comportamento dependia da posição social do parceiro, não do gênero em si. Tanto mulheres quanto homens jovens eram considerados objetos normais do desejo, mas fora do casamento um homem deveria agir de acordo com seus desejos apenas com escravos, prostitutas (que geralmente eram escravos) e as infames. Era imoral fazer sexo com a esposa de outro homem nascido livre, sua filha em casamento, seu filho menor de idade ou com o próprio homem; o uso sexual do escravo de outro homem estava sujeito à permissão do proprietário. A falta de autocontrole, inclusive na administração da vida sexual, indicava que um homem era incapaz de governar os outros; muita indulgência no "baixo prazer sensual" ameaçava corroer a identidade do homem de elite como uma pessoa culta.
Alfred Kinsey conduziu as primeiras grandes pesquisas sobre comportamento homossexual nos Estados Unidos durante a década de 1940. Os resultados chocaram os leitores de sua época porque eles fizeram o comportamento e as atrações do mesmo sexo parecerem tão comuns. Seu trabalho de 1948, Sexual Behavior in the Human Male, afirmou que entre os homens "quase metade (46%) da população se envolve em atividades heterossexuais e homossexuais, ou reage a pessoas de ambos os sexos, no curso de sua vida adulta" e que " 37% da população masculina total tem pelo menos alguma experiência homossexual aberta até o orgasmo desde o início da adolescência." O próprio Kinsey não gostava do uso do termo bissexual para descrever indivíduos que se envolvem em atividades sexuais com homens e mulheres, preferindo usar bissexual em seu sentido biológico original para hermafrodita, afirmando: "Até que seja demonstrado que o gosto em uma relação sexual depende do indivíduo que contém em sua anatomia estruturas masculinas e femininas, ou estruturas fisiológicas masculinas e femininas é lamentável chamar esses indivíduos de bissexuais." Embora pesquisadores mais recentes acreditem que Kinsey superestimou a taxa de atração pelo mesmo sexo,:9:147 seu trabalho é considerado pioneiro e uma das pesquisas sobre sexo mais conhecidas de todos os tempos.:29

## Mídia
A bissexualidade tende a ser associada a retratos negativos na mídia; às vezes são feitas referências a estereótipos ou transtornos mentais. Em um artigo sobre o filme Brokeback Mountain de 2005, a educadora sexual Amy Andre argumentou que, nos filmes, os bissexuais costumam ser retratados de forma negativa:

Gosto de filmes em que bissexuais se assumem juntos e se apaixonam, porque tendem a ser tão poucos e distantes entre si; o exemplo mais recente seria a adorável comédia romântica de 2002, Beijando Jessica Stein. A maioria dos filmes com personagens bissexuais pintam um quadro estereotipado... O interesse amoroso bissexual costuma ser enganoso (Mulholland Drive), exagerado (Criei um Monstro), infiel (High Art) e inconstante (Three of Hearts) e pode até ser um serial killer, como Sharon Stone em Instinto Selvagem. Em outras palavras, o bissexual é sempre a causa do conflito no filme.— Amy Andre, American Sexuality Magazine
Usando uma análise de conteúdo de mais de 170 artigos escritos entre 2001 e 2006, o sociólogo Richard N. Pitt, Jr. concluiu que a mídia patologizou o comportamento dos homens bissexuais negros enquanto ignorava ou simpatizava com as ações semelhantes dos homens bissexuais brancos. Ele argumentou que o homem negro bissexual é frequentemente descrito como um homem heterossexual dúbio que espalha o vírus HIV/AIDS. Alternativamente, o homem bissexual branco é frequentemente descrito em linguagem compassiva como um homem homossexual vitimado forçado a se esconder pela sociedade heterossexista ao seu redor.

### Filmes
Em 1914, a primeira aparição documentada de personagens bissexuais (femininos e masculinos) em um filme americano ocorreu em "A Florida Enchantment", de Sidney Drew. No entanto, sob a censura exigida pelo Código Hays, a palavra bissexual não podia ser mencionada e quase nenhum personagem bissexual apareceu no cinema americano de 1934 a 1968.
Representações notáveis e variadas da bissexualidade podem ser encontrados em filmes convencionais, como Cisne Negro (2010), Frida (2002), Showgirls (1995), The Pillow Book (1996), Alexandre (2004), The Rocky Horror Picture Show (1975),  Henry e June - Delírios Eróticos (1990), Procura-Se Amy (1997), Velvet Goldmine (1998), Beijando Jessica Stein (2001), O Quarto Homem (1993), Instinto Selvagem (1992), Mulholland Drive (2001), Sunday Bloody Sunday (1971), Diabólicos Sedutores (1970), Regras da Atração (2002), O Segredo de Brokeback Mountain (2005) e Me Chame Pelo Seu Nome (2017).

### Música

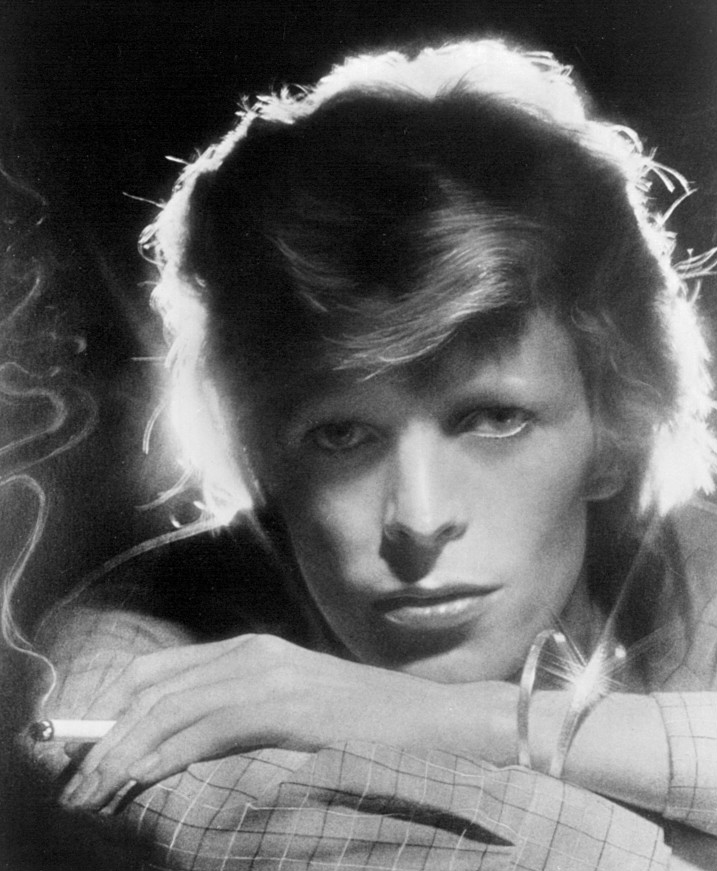
David Bowie em 1975

O cantor David Bowie se declarou bissexual em uma entrevista ao Melody Maker em janeiro de 1972, um movimento que coincidiu com as primeiras fotos em sua campanha pelo estrelato como Ziggy Stardust. Em uma entrevista de setembro de 1976 para a Playboy, Bowie disse: "É verdade - sou bissexual. Mas não posso negar que usei esse fato muito bem. Suponho que seja a melhor coisa que já me aconteceu". Em uma entrevista de 1983, ele disse que foi "o maior erro que já cometi", elaborando em 2002, ele explicou "Eu não acho que foi um erro na Europa, mas foi muito mais difícil na América. Eu não tinha problemas com as pessoas saberem que eu era bissexual. Mas eu não tinha inclinação para segurar nenhuma bandeira ou ser um representante de qualquer grupo de pessoas. Eu sabia o que queria ser, que era um compositor e um intérprete [...] A América é um lugar muito puritano, e acho que atrapalhou tanto que eu queria fazer."
O cantor do Queen, Freddie Mercury, também foi aberto sobre sua bissexualidade, embora não tenha discutido publicamente seus relacionamentos.

Em 1995, Jill Sobule cantou sobre a bi-curiosidade em sua música "I Kissed a Girl", com um vídeo que alternava imagens de Sobule e de um namorado com imagens dela com uma namorada. Outra música com o mesmo nome de Katy Perry também sugere o mesmo tema. Alguns ativistas sugerem que a música apenas reforça o estereótipo de bissexuais experimentando e de que a bissexualidade não é uma preferência sexual real. Lady Gaga também assumiu sua bissexualidade, e reconheceu que sua canção "Poker Face" é sobre fantasiar com uma mulher enquanto está com um homem.

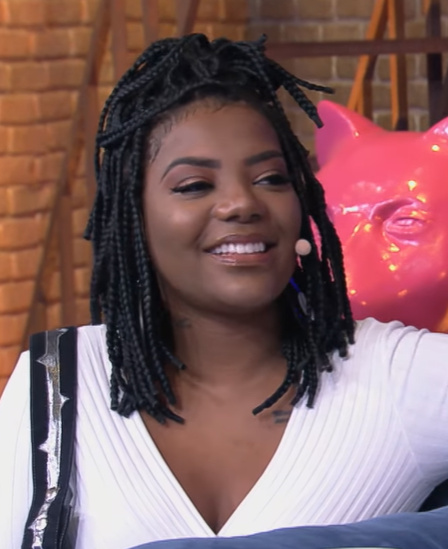
Ludmilla é uma cantora brasileira abertamente bissexual.

Brian Molko, vocalista do Placebo, é abertamente bissexual. O vocalista do Green Day, Billie Joe Armstrong, também se assumiu como bissexual, dizendo em uma entrevista de 1995 ao The Advocate: "Acho que sempre fui bissexual. Quer dizer, é algo em que sempre me interessei. Eu acho que as pessoas nascem bissexuais, porém nossos pais e a sociedade meio que nos desviam para esse sentimento de 'Oh, eu não posso.' Eles dizem que é um tabu. Está arraigado em nossas cabeças que é ruim, quando não é ruim de forma alguma. É uma coisa muito bonita."
Em uma entrevista feita ao UOL em 2019, a cantora e compositora Ludmilla, revelou sua bissexualidade. Ela acredita que aos 16 anos já sabia que era bissexual.  Desde outubro de 2018, tem um relacionamento com a bailarina Brunna Gonçalves. Casaram oficialmente no dia 16 de dezembro de 2019, numa cerimônia realizada na residência delas.

### Televisão
Na série original da Netflix, Orange is the New Black, a personagem principal, Piper Chapman, interpretada pela atriz Taylor Schilling, é uma detenta bissexual que é mostrada tendo relacionamentos com homens e mulheres. Na primeira temporada, antes de entrar na prisão, Piper está noiva de seu noivo Larry Bloom, interpretado pelo ator Jason Biggs. Então, ao entrar na prisão, ela se reconecta com a ex-amante (e colega de prisão), Alex Vause, interpretada por Laura Prepon. Outra personagem que é retratada como bissexual na série é uma detenta chamada Lorna Morello, interpretada pela atriz Yael Stone. Ela tem um relacionamento íntimo com a colega de prisão Nicky Nichols, interpretado por Natasha Lyonne, enquanto ainda anseia por seu “noivo” masculino, Christopher MacLaren, interpretado por Stephen O'Reilly. Na série animada The Owl House, a personagem principal Luz Noceda é canonicamente bissexual. Apesar da palavra nunca ser mencionada e sua sexualidade não ser exatamente discutida no decorrer do programa, Luz mostra sinais claros de sua sexualidade em alguns momentos, como quando parece sentir atração por um personagem masculino nos primeiros episódios da série e, um pouco mais tarde, ao corar ao ser elogiada por uma personagem feminina. Além de tudo, ela tem um relacionamento amoroso com uma garota da escola em que estuda. A criadora da série, Dana Terrace, confirmou oficialmente a bissexualidade da personagem em 2020. Sasha Waybright, da animação Amphibia, também foi revelada como bissexual, no encerramento da série. Nos minutos finais do último episódio, é possível notar um símbolo com as cores da bandeira do orgulho bissexual no vidro do carro da personagem. Momentos depois do episódio terminar, Matt Braly, criador da série, confirmou sua sexualidade em uma postagem no Twitter.

## Entre outros animais
Algumas espécies de animais não humanos exibem comportamento bissexual. Exemplos de mamíferos que exibem tal comportamento incluem o bonobo (anteriormente conhecido como chimpanzé pigmeu), orca e o golfinho nariz de garrafa. Exemplos de pássaros incluem algumas espécies de gaivotas e pinguins-de-Humboldt. Outros exemplos de comportamento bissexual ocorrem entre peixes e vermes.

## Direitos bissexuais por país

### Brasil
Em setembro de 2021, a Frente Brasileira Bissexual, como parte do compromisso com a organização e luta do movimento bissexual no país, publica o Manifesto Bissexual Brasileiro, que tem como objetivo guiar as pautas de discussão quanto à bissexualidade, sendo dividido em 13 temas a partir de ações: Lutamos, Existimos, Enfrentamos, Rompemos, Transgredimos, Exigimos, Persistimos, Construímos, Desestabilizamos, Descolonizamos, Agregamos, Mobilizamos e Bissexualizamos. Como comemoração do marco de 20 anos do movimento bissexual brasileiro, em setembro de 2023 ocorreu o I Encontro Nacional do Movimento Bissexual Brasileiro, que debateu políticas públicas para pessoas bissexuais no Brasil e teve a deliberação de 15 encaminhamentos tratando de educação, saúde, informação, defesas de direitos, entre outros. Como forma de promover respeito as pessoas bissexuais e caminhar na luta contra a bifobia, o Conselho Federal de Psicologia, em 17 de Maio de 2022, publicou normas que estabelecem a atuação de profissionais de psicologia em relação às bissexualidades e demais orientações não-monossexuais. Essas normas buscam reconhecer a legitimidade das bissexualidades e demais orientações não-monossexuais e orienta os profissionais a considerarem a autodeterminação de cada sujeito em relação a sua orientação sexual e identidade de gênero, além de reconhecer demais intersecções como de raça.

### Portugal
Em setembro de 2024, a Intervenção Lésbica, Gay, Bissexual, Trans e Intersexo Portugal (ILGA Portugal) organizou uma série de eventos dedicados ao Dia da Visibilidade Bissexual (23 de setembro), incluindo a exposição "Dar Visibilidade à Invisi.BI.lidade", que homenageia figuras históricas bissexuais e celebra o Manifesto Bissexual de 1990. A exposição destaca que a bissexualidade abrange todos os gêneros, não apenas o binário. Apesar dos avanços legislativos gerais em Portugal, a comunidade LGBTQIA+ enfrenta um aumento de 185% no discurso de ódio nas redes sociais e crescentes ataques a eventos e locais LGBTQIA+ por grupos extremista. A ILGA Portugal alerta para um "sério risco" de retrocesso nos direitos conquistados, especialmente com o crescimento de forças políticas conservadoras.

### Cabo Verde
Em 2015, Cabo Verde tornou-se o primeiro país africano a receber a iniciativa "16 dias de ativismo contra a violência de gênero" das Nações Unidas, que incluiu especificamente a população bissexual em sua pauta. A cantora Mayra Andrade, madrinha da campanha, destacou a importância da igualdade de direitos para pessoas bissexuais e demais membros da comunidade LGBTQIA+. A ministra-adjunta e da Saúde, Cristina Fontes Lima, enfatizou a necessidade de maior consciencialização sobre a violência e discriminação contra pessoas bissexuais, entre outros grupos. Apesar dos avanços legislativos desde 2005, as famílias não-heterossexuais ainda não possuem a mesma proteção e benefícios que as heterossexuais.

#### Histórica
- Cantarella, Eva (1992–2002). Bisexuality in the Ancient World [Bissexualidade no Mundo Antigo] (em inglês). New Haven: Yale University Press. 284 páginas. ISBN 978-0-300-09302-5
- Dover, Kenneth J. (1989). Greek Homosexuality [Homossexualidade grega] (em inglês). Cambridge: Harvard University Press. 246 páginas. ISBN 0-674-36270-5
- Hubbard, Thomas K. (2003). Homosexuality in Greece and Rome [Homossexualidade na Grécia e Roma] (em inglês). [S.l.]: University of California Press. 575 páginas. ISBN 0-520-23430-8
- Percy, William A. (1996). Pederasty and Pedagogy in Archaic Greece [Pederastia e Pedagogia na Grécia Arcaica] (em inglês). [S.l.]: University of Illinois Press. 260 páginas. ISBN 0-252-02209-2
- Murray, Stephen O.; Roscoe, Will;  et al. (1997). Islamic Homosexualities: Culture, History, and Literature [Homossexualidades islâmicas: cultura, história e literatura] (em inglês). Nova Iorque: NYU Press. 331 páginas. ISBN 0-8147-7468-7
- Wright, Jerry W.; Rowson, Everett K. (1997). Homoeroticism in Classical Arabic Literature [Homoerotismo na Literatura Árabe Clássica] (em inglês). [S.l.]: Columbia University Press. 239 páginas. ISBN 0-231-10506-1 (hdbk)/ ISBN 0-231-10507-X (pbbk)
- Leupp, Gary (1995). Male Colors: The Construction of Homosexuality in Tokugawa Japan [Cores masculinas: a construção da homossexualidade no Japão de Tokugawa] (em inglês). [S.l.]: University of California Press. 317 páginas. ISBN 0-520-20900-1
- Watanabe, Tsuneo; Iwata, Junʼichi (1989). Love of the Samurai: A Thousand Years of Japanese Homosexuality [O Amor do Samurai: Mil anos de homossexualidade japonesa] (em inglês). Londres: GMP Publishers. 158 páginas. ISBN 0-85449-115-5
- Freud, Sigmund (1905). Três Ensaios sobre a Teoria da Sexualidade (em alemão). [S.l.: s.n.] ISBN 0-486-41603-8

#### Moderna
- Swan, D. Joye; Habibi, Shani, eds. (2018). Bisexuality: Theories, Research, and Recommendations for the Invisible Sexuality [Bissexualidade: teorias, pesquisas e recomendações para a sexualidade invisível] (em inglês). [S.l.]: Springer. 198 páginas. ISBN 9783319715346
- Weinberg, Martin S.; Williams, Colin J.; Pryor, Douglas W. (1995). Dual Attraction: Understanding Bisexuality [Atração dupla: Compreendendo a bissexualidade] (em inglês). [S.l.]: Oxford University Press. 437 páginas. ISBN 0195098412
- Hutchins, Loraine; Ka'ahumanu, Lani, eds. (1991). Bi Any Other Name: Bisexual People Speak Out (em inglês). [S.l.]: Alyson Publications. 436 páginas. ISBN 1-55583-174-5
- Ochs, Robyn; Rowley, Sarah E. (2005). Getting Bi: Voices of Bisexuals Around the World (em inglês). [S.l.]: Bisexual Resource Centers. 269 páginas. ISBN 0-96538-814-X
- Klein, Fritz (1993). The Bisexual Option (em inglês). [S.l.]: Harrington Park Press. 215 páginas. ISBN 1-56023-033-9. OCLC 27187013
- Suresha, Ron J.; Chvany, Pete (2005). Bi Men: Coming Out Every which Way (em inglês). [S.l.]: Harrington Park Press. 329 páginas. ISBN 978-1-56023-615-3